# الیکایی مژه‌دار
الیکایی مژه‌دار (نام علمی: Cantorchilus superciliaris) نام یک گونه از سرده کنارخوان‌ها است.